# Предбрачен договор
Предбрачен договор или предбрачно споразумение е договор, подписан преди сключване на брак или граждански съюз. Съдържанието на предбрачното споразумение може да варира широко, но обикновено включва разпоредби за разделяне на имуществото и съпружеска подкрепа в случай на развод или разпадане на брака. Може да включва и условия за отнемане на имущество в резултат на развод по повод на прелюбодеяние; може да се включа и други условия за настойничество.
В някои страни, включително в Белгия и Нидерландия, предбрачният договр предвижда не само развод, но и защита на някои имущества по време на брака, например в случай на банкрут. Много страни, включително Канада, Франция, Италия и Германия, имат брачни режими в допълнение или в някои случаи вместо предбрачни споразумения.